# کلیسای تارگمانچاتس مقدس
کلیسای تارگمانچاتس مقدس (به ارمنی: Սուրբ Թարգմանչաց եկեղեցի) یا کلیسای مترجمان مقدس در تهران،خیابان تهران نو، خیابان وحیدیه کوچه مدرسه ارامنه واقع و در سال ۱۹۶۸ میلادی ساخته شده‌است.

## تاریخ
ساختمان اولیه این کلیسا توسط شورای بین‌المللی کلیساها و با همکاری شورای خلیفه گری ارامنه تهران در سال ۱۹۶۸ میلادی برای آن گروه از ارامنه بنا گردیده بود که در اثر زمین‌لرزه بوئین‌زهرا (۱۳۴۱)، خانه‌هایشان ویران و به ناچار به این منطقه از تهران مهاجرت کرده بودند.

## معماری کلیسا
نمای خارجی کلیسا با آجر قرمز بوده ولی دیوارهای داخلی با گچ پوشانده شده‌است. با تغییرات انجام گرفته، کلیسا که سابق بر آن به‌شکل بازیلیکا در چهت شرق به غرب بود دارای پلانی صلیبی شکل گردید.

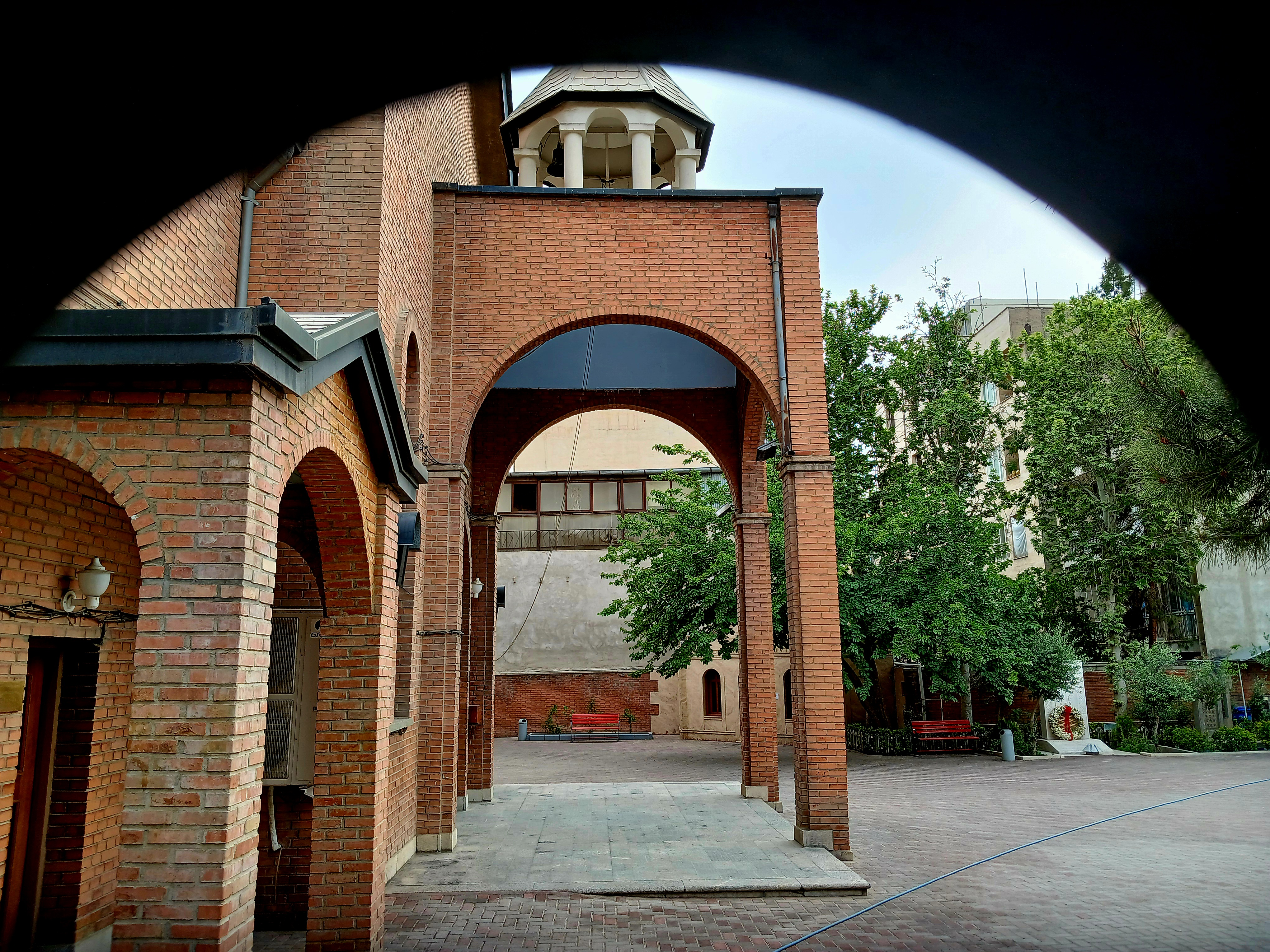

## نگارخانه

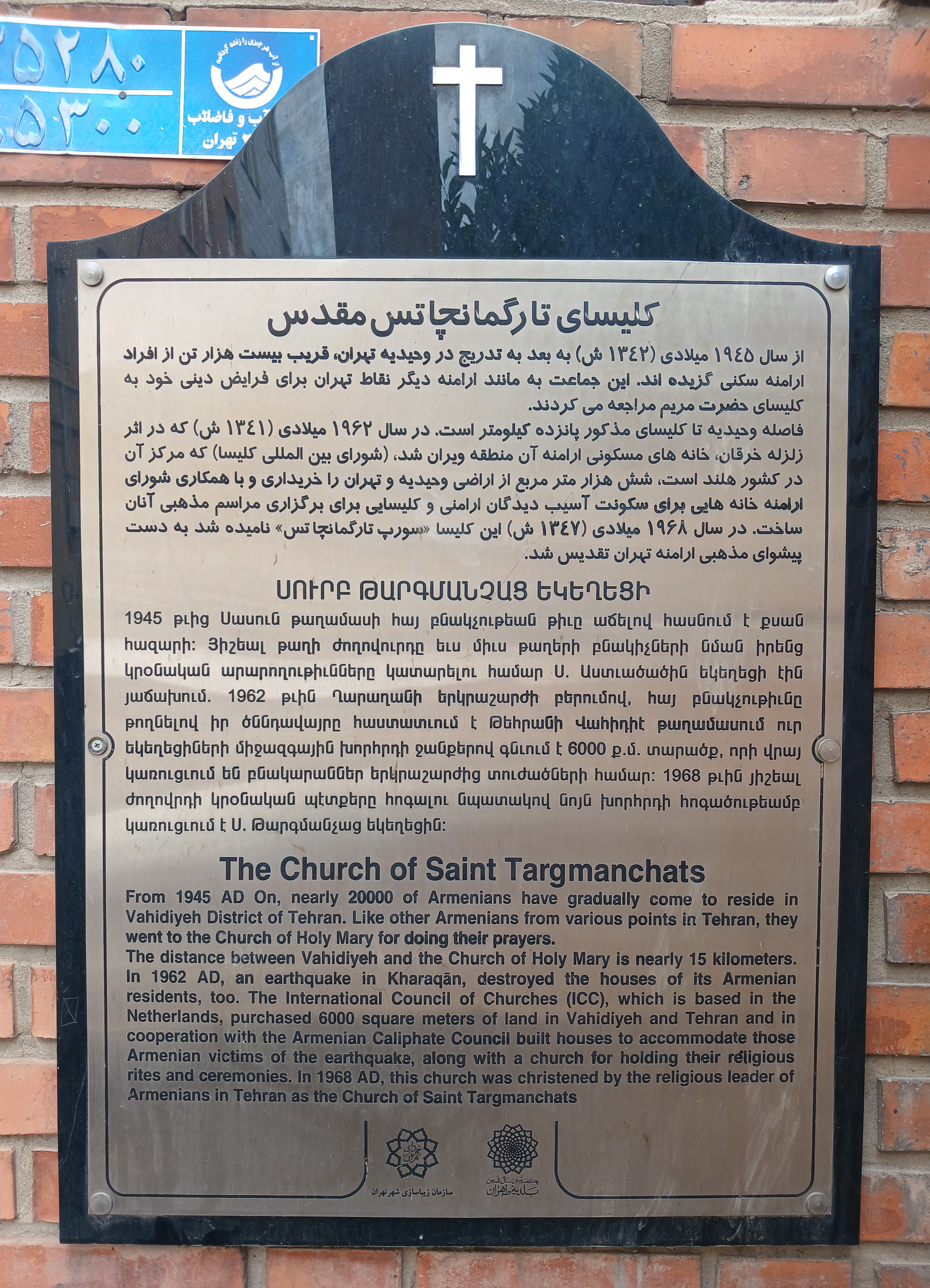
تابلوی معرفی کلیسا
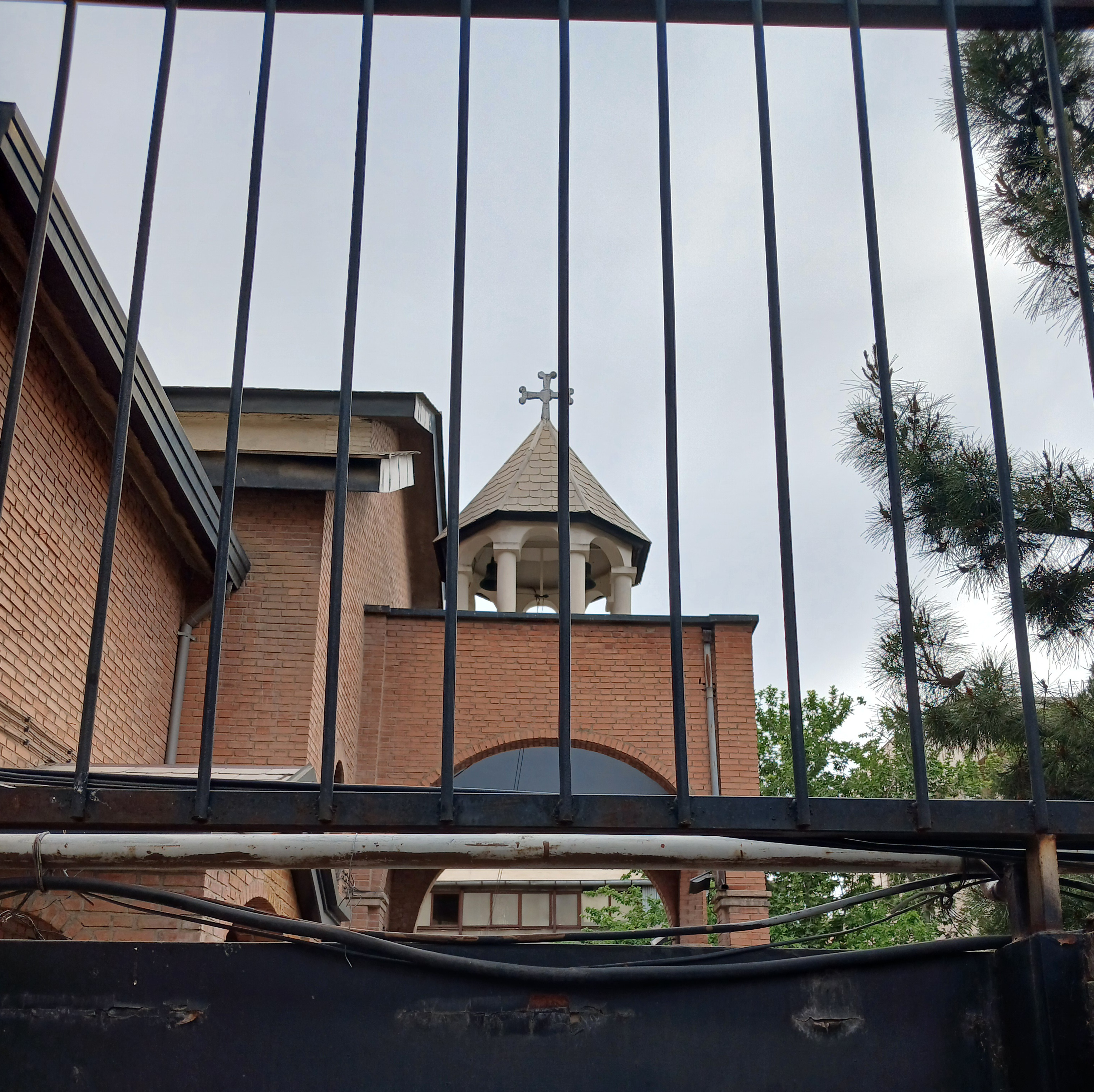
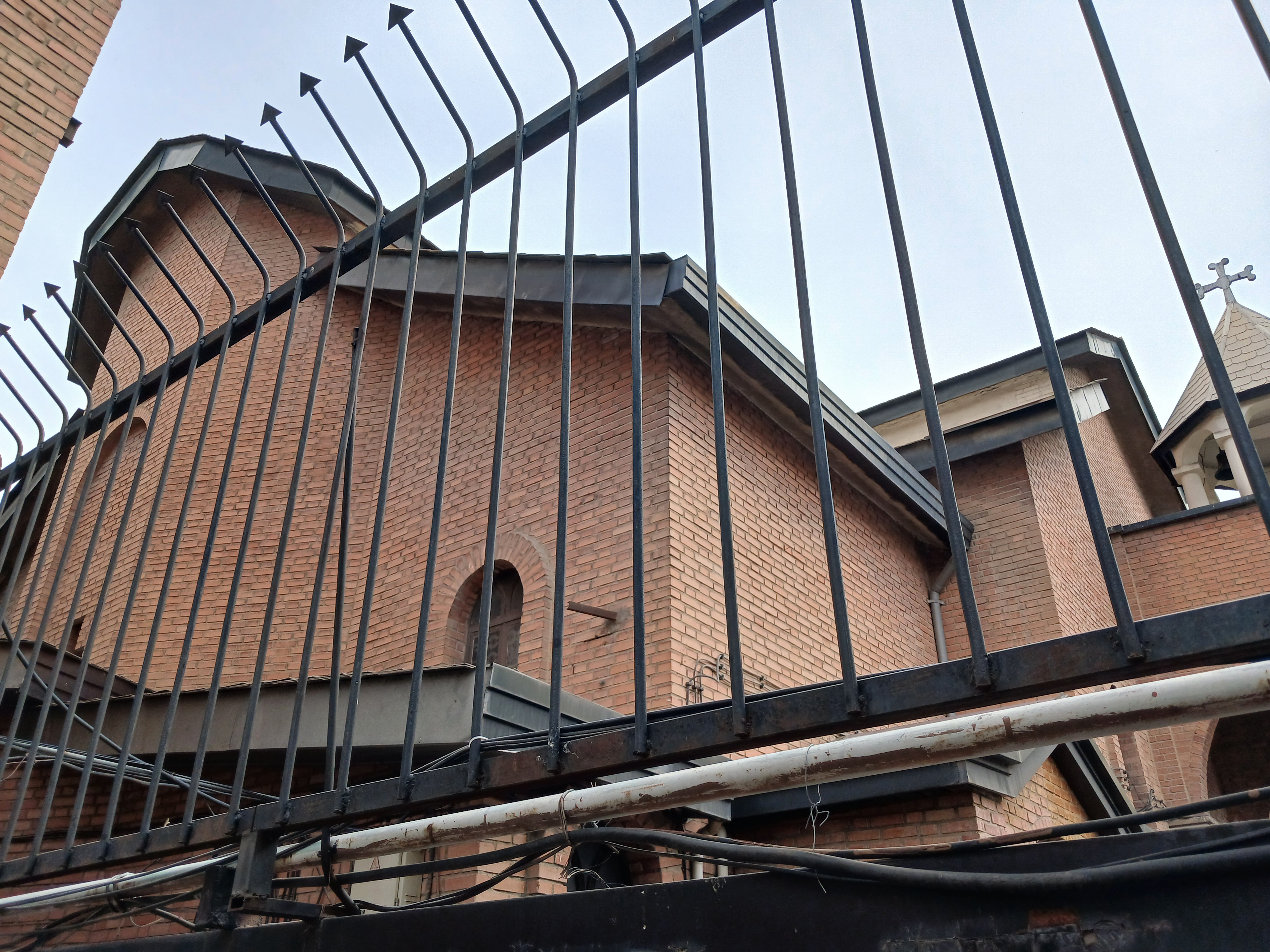